# Авні Рустемі
Авні Рустемі (алб. Avni Rustemi; 26 вересня 1895, Лібохова — 22 квітня 1924, Тирана) — албанський журналіст, педагог, політик і активіст за незалежність Албанії. Рустемі був членом парламенту Албанії і лідером демократичної організації Bashkimi.